# Ginette Keller
Pour les articles homonymes, voir Keller.
Ginette Keller, née le 16 mai 1925 à Asnières-sur-Seine et morte le 27 juin 2010 à Puteaux, est une compositrice française.

## Biographie
Ginette Keller a étudié au Conservatoire de Paris avec Nadia Boulanger, Tony Aubin et Olivier Messiaen. En 1951 elle a gagné le second Prix de Rome avec sa cantate Et l’Homme vit se rouvrir les portes. Depuis 1966 elle enseigne le solfège au Conservatoire et depuis 1972 l'analyse et le contrepoint à l'École normale de musique de Paris.
Dans les années 80, elle est professeur d'analyse au CNSMDP pour les élèves instrumentistes.
Elle a écrit des œuvres pour instruments solistes, musique de chambre, d'orchestre et deux opéras sur des livrets d'Alain Germain.

## Œuvres
- Six chants de Lumière et d'Ombre pour quatuor à vents à anche double, 1965
- Variables, étrennée en 1966
- Chant de Parthénope pour flûte et piano, 1968
- Girations pour percussion et piano, 1970
- Graphiques pour soprano et ensemble instrumental étrennée au Festival International du Son 1971
- Ébauches pour fagot et piano, 1973
- Les Vieilles Dames d'Osnabrück, opéra, créé en 1983
- Les adieux d'une cantatrice sans mémoire, opéra, créé en 1986
- Vibrations pour harpe celtique, 1990
- Dialogues pour clarinette et piano, 1992
- Sept mouvements incantatoires pour quatre percussions, célesta et un instrument d'archet
- Paramorphoses pour orchestre de cuivres, piano et percussion
- Et l’Homme vit se rouvrir les portes, cantate
- Dialogues pour clarinette et piano
- Tropes pour piano